# Geodena partita
Geodena partita là một loài bướm đêm trong họ Geometridae.